# Вълчан Вълчанов
Вълчан Станков Вълчанов е български режисьор и сценарист, документалист.

## Биография
Роден е на 3 юни 1940 г. във Варна. Ученик е на режисьора Михаил Ром. Има над 40-годишна кариера като сценарист, режисьор и преподавател. Автор е на документални филми и носител на множество отличия. Дългогодишен преподавател по сценарно майсторство, кинодокументалистика и поведение пред камера във Факултета по журналистика и масова комуникация на Софийския университет. Основен „мотор“ на Киновидеоцентъра на ФЖМК.
Член е на редица български и международни творчески сдружения. Почетен гражданин на град Варна.
Умира на 15 ноември 2016 г.

## Филмография (частична)
Като режисьор
- За Рембранд, за котката (1997) – документален филм за Никола Манев
- Кафенето (1980)
- Белег за човещина (1975)
- Война без изстрел

Като сценарист
- За Рембранд, за котката (1997)
- Кафенето (1980)
- Белег за човещина (1975) – съсценарист Добри Жотев

Като актьор
- Дневна светлина (1974)